# Diciotto anni dopo
Diciotto anni dopo (18 Anos Depois (título em Portugal) ) é um filme italiano do gênero comédia dramática, escrito, dirigido e estrelado por Edoardo Leo.